# Arrondissement Abbeville
Abbeville (in het Nederlands soms nog: Abbekerke) is een arrondissement van het Franse departement Somme in de regio Hauts-de-France. De onderprefectuur is Abbeville.

## Kantons
Het arrondissement was tot 2014 samengesteld uit de volgende kantons:
- Kanton Abbeville-Nord
- Kanton Abbeville-Sud
- Kanton Ailly-le-Haut-Clocher
- Kanton Ault
- Kanton Crécy-en-Ponthieu
- Kanton Friville-Escarbotin
- Kanton Gamaches
- Kanton Hallencourt
- Kanton Moyenneville
- Kanton Nouvion
- Kanton Oisemont
- Kanton Rue
- Kanton Saint-Valery-sur-Somme

Na de herindeling van de kantons in 2014 met uitwerking in maart 2015 zijn dat : 
- Kanton Abbeville-1
- Kanton Abbeville-2
- Kanton Friville-Escarbotin
- Kanton Gamaches
- Kanton Poix-de-Picardie (deel)
- Kanton Rue